# Golanka (skała)
Golanka – skała w prawych zboczach Doliny Prądnika w Ojcowskim Parku Narodowym. Znajduje się przy drodze prowadzącej dnem tej doliny, pomiędzy wylotami Skalskiej Drogi i wąwozu Złodziejowy Dół. Wraz ze znajdującą się po drugiej stronie Prądnika skałą Grzybową tworzą jedną ze skalnych bram Doliny Prądnika.
Golanka, zwana również Golankową zbudowana jest z twardych wapieni skalistych z późnej jury. Prądnik w plejstocenie wyżłobił w skałach Wyżyny Olkuskiej dolinę o głębokości około 100 m. W miejscach, w których znajdowały się twardsze od innych wapienie skaliste powstawały zwężenia zwane bramami skalnymi, często o pionowych ścianach.
Nazwa skały związana jest z legendą podaną przez Oskara Kolberga. Według tej legendy mieszkający obok skały kmieć Golanek stracił wszystkich członków rodziny, z wyjątkiem pięknej, cnotliwej i pobożnej córki Jadwigi. Siedząc na skale zobaczyła uciekającego przed rozjuszonym turem przerażonego myśliwego. Zrzuconym z góry dużym głazem zabiła tura, a ocalony myśliwy oświadczył się jej i został jej mężem. Od tego czasu skałę zaczęto nazywać Golanką.
Golanka tworzy rodzaj baszty. Jej ściany są pionowe, jedna z nich opada bezpośrednio na pobocze drogi. W górnej części Golanki znajduje się duży okap.

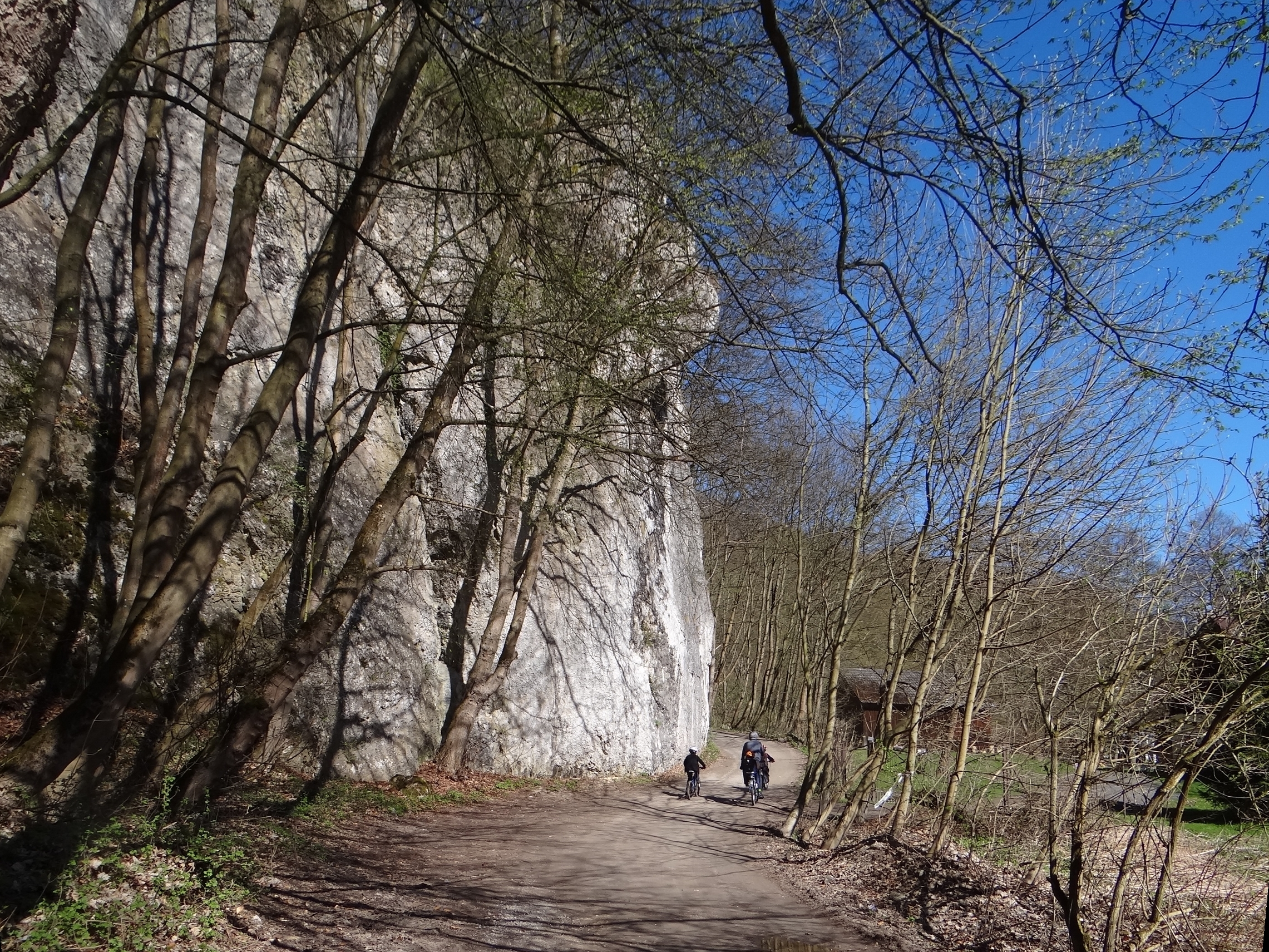
Ściana południowa
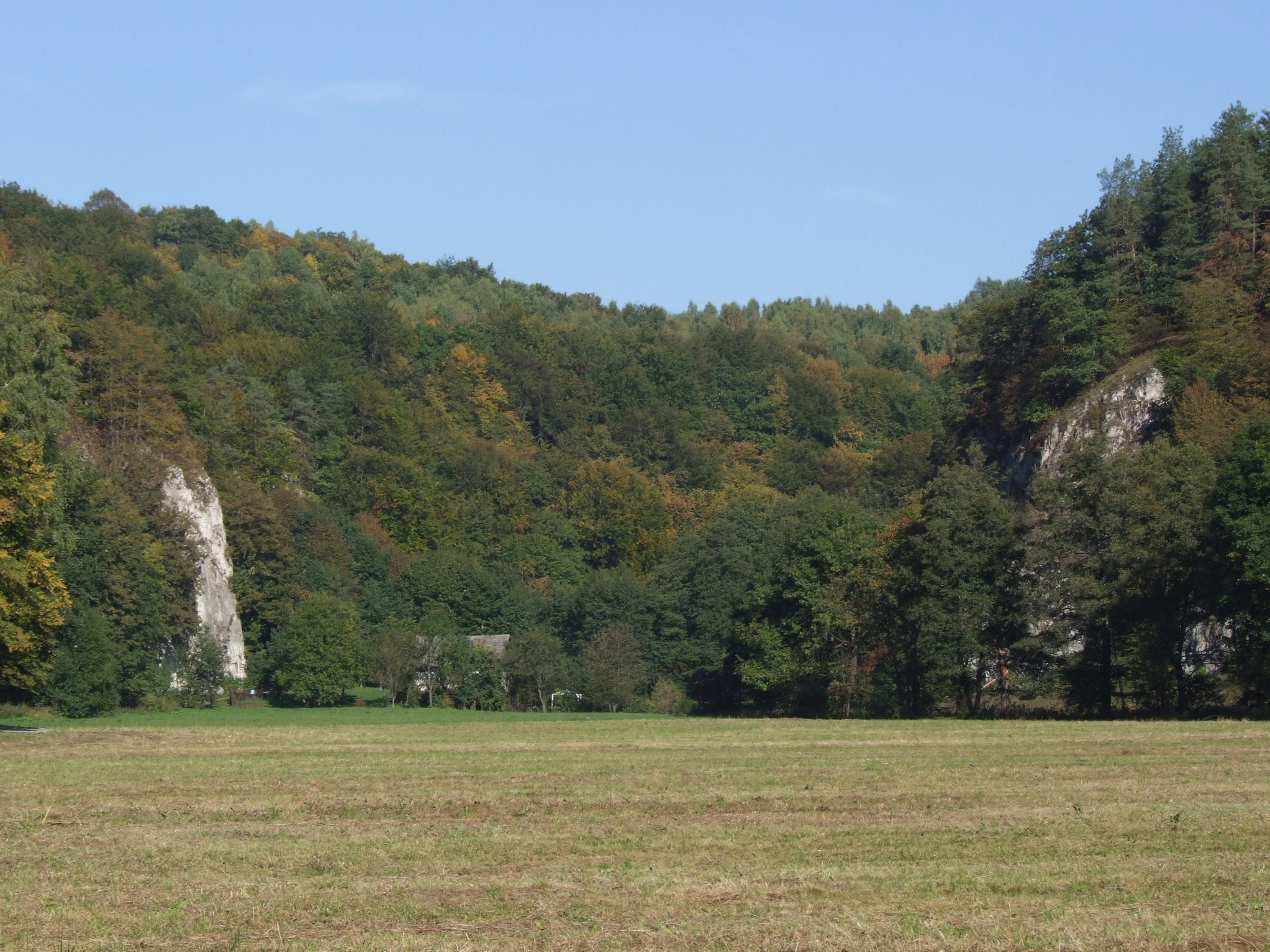
Golanka (po lewej stronie) i Grzybowa tworzące bramę skalną
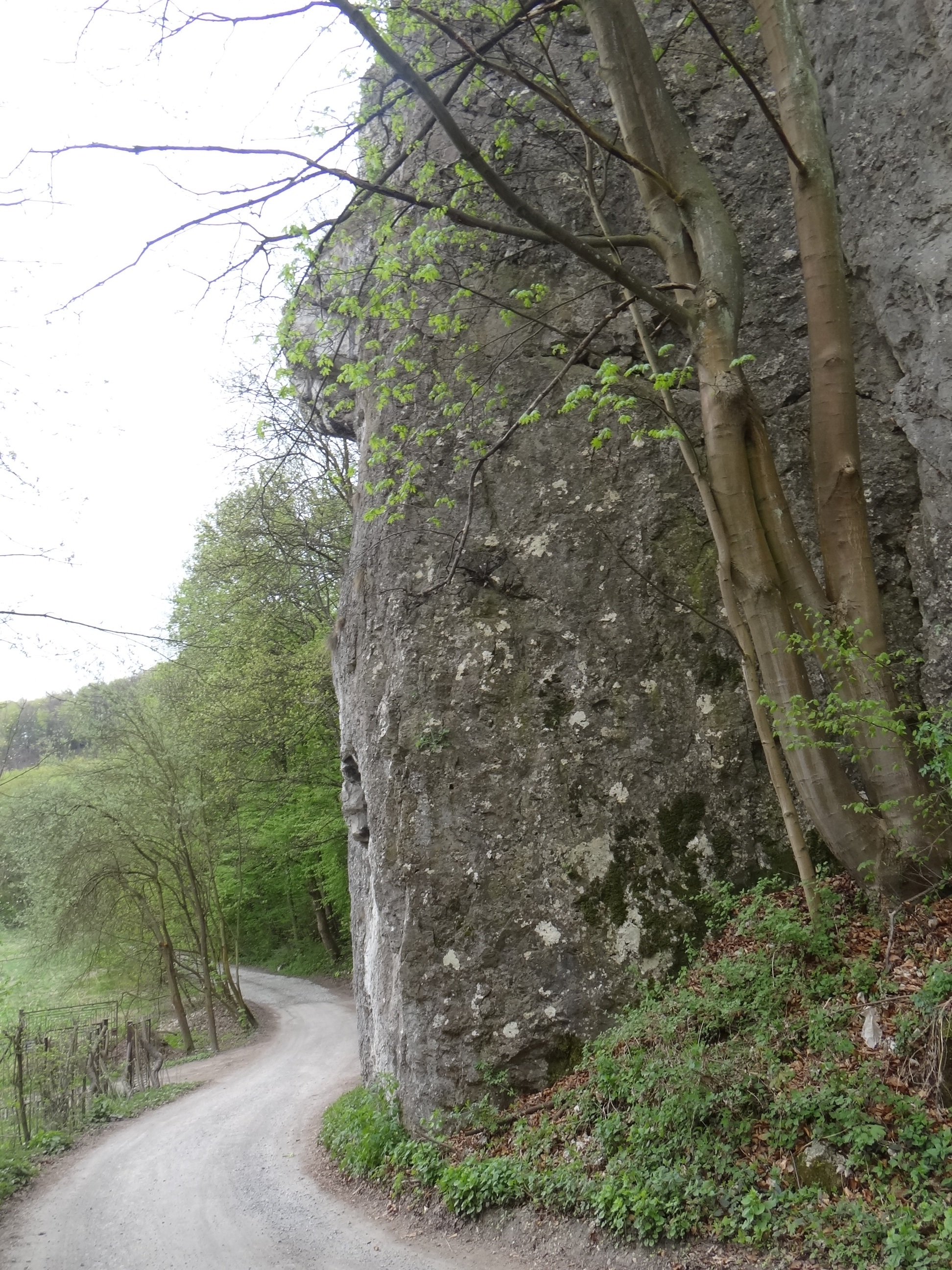
Ściana północna
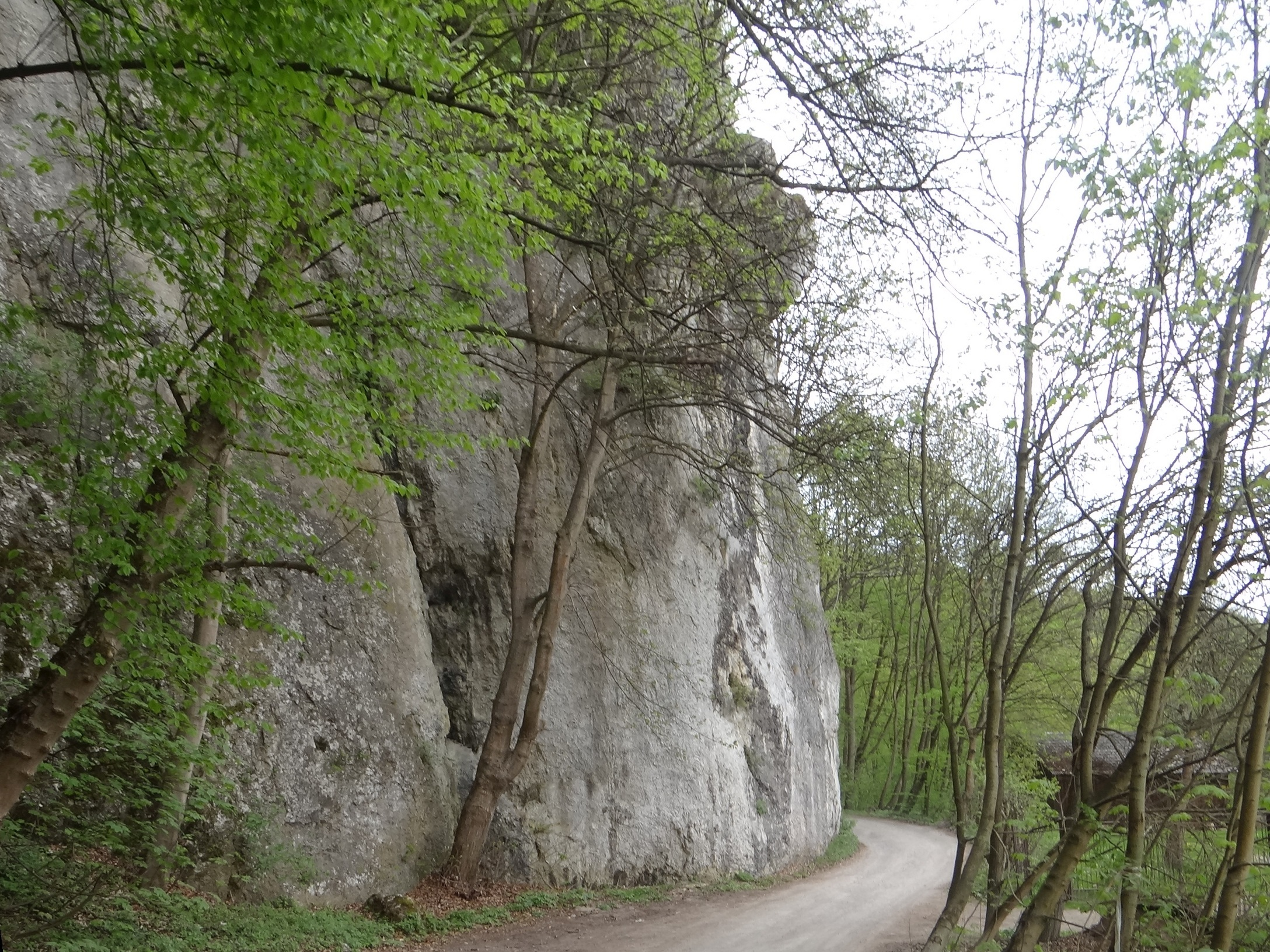
Golanka wiosną

## Szlaki turystyczne
czerwony Szlak Orlich Gniazd, odcinek z Prądnika Korzkiewskiego Doliną Prądnika przez Ojców do Zamku w Pieskowej Skale